# Paralaudakia caucasia
Espèce
Synonymes
- Stellio caucasicus Eichwald, 1831
- Laudakia caucasia (Eichwald, 1831)
- Stellio persicus Anderson, 1872
- Agama reticulata Nikolsky, 1912

Paralaudakia caucasia est une espèce de sauriens de la famille des Agamidae.

## Répartition
Cette espèce se rencontre en Turquie, en Ciscaucasie en Russie, en Géorgie, en Arménie, en Azerbaïdjan, en Irak, en Iran, au Turkménistan, au Tadjikistan, en Afghanistan, au Pakistan et en Inde.

## Publication originale
- Eichwald, 1831 : Zoologia specialis, quam expositis animalibus tum vivis, tum fossilibus potissimuni rossiae in universum, et poloniae in specie, in usum lectionum publicarum in Universitate Caesarea Vilnensi. Zawadski, Vilnae, vol. 3, p. 1-404 (texte intégral).